# Katlingberg
Katlingberg je naselje občine Cirkno v okraju Šmohor na Koroškem v Avstriji.